# Abd el Aziz van Marokko
Sidi Moulay Abd el Aziz (Fez, 1881 - Tanger, 10 juni 1943) was een Marokkaanse sultan.
Moulay Abd el Aziz was de zoon van Moulay Hassan (overleden 7 juni 1894), sultan van Fès, Tafilalt, Marrakech en Sous, en zijn vierde vrouw, Lella Raquia uit Constantinopel. Toen Moulay Hassan overleed, was Moulay Abd el-Aziz 13 jaar. Hij volgde zijn vader op als sultan van Fès, Tafilalt, Marrakech en Sous.
In het begin van de 20ste eeuw had het land veel schulden en werd over de koloniale positie van Marokko gesproken tussen Spanje, Frankrijk en Duitsland. De Duitse Keizer Wilhelm II bezocht Marokko in maart 1905, en maakte duidelijk dat "hij nooit zal toestaan dat een andere mogendheid tussen hem en de heerser van een andere natie (hier: de sultan van Marokko) zal gaan staan". Hij stelde voor een conferentie te houden over de toekomst van Marokko. De Franse premier Maurice Rouvier wilde geen crisis en bood Duitsland een marinehaven in Marokko aan. Uiteindelijk vond de conferentie plaats. Op 7 april 1906 werd het Verdrag van Algeciras gesloten, dat Moulay Abd el-Aziz op 18 juni ratificeerde. Marokko werd een Frans-Spaans protectoraat.
Op 4 januari 1908 nam zijn broer Moulay Abdelhafid de macht over. Dit leverde een strijd op tot 23 augustus. Op die dag gaven de laatste troepen zich over en trad Moulay Abd el-Aziz af.
Hij overleed in 1943. Zijn mausoleum staat in Marrakesh.